# Farmakon
Farmakon è il terzo album della band finlandese Skepticism.

## Elenco Tracce
1. The Raven and the Backward Funeral   – 7:39
2. Shred of Light, Pinch of Endless   – 8:19
3. Farmakon Process   – 6:17
4. - – 13:16  (Questa canzone non ha titolo, sull'artwork appare solo una scia distorta di colore verde)
5. Nowhere   – 14:09
6. Nothing   – 12:40

- "Nothing" in realtà dura 10:34; è seguita da un minuto di silenzio (10:34 - 11:34), poi da una traccia nascosta di 46 secondi (11:34 - 12:20) e infine da altri 20 secondi di silenzio (12:20 - 12:40).